# Jahňací štít
Jahňací štít (polsky Jagnięcy Szczyt) je nejvýchodnějším vrcholem Vysokých Tater. V minulosti byl známý také jako Štít Bieleho plesa, Lastovica nebo Biely štít.

## Hřebeny
Z vrcholu vybíhají čtyři hřebeny:
- jihozápadní přes Kolový priechod (2063 m n. m.) směrem ke Kolovému sedlu (2090 m n. m.)
- severozápadní (hrebeň Jahnencov) odděluje Jahňací kotol od Kotlinky pod Kolovým sedlom
- severovýchodní, která vede přes Jahňací hrb (1924 m n. m.) do Kopského sedla[1]
- jihovýchodní (Kozí hrebeň) odděluje Červenou dolinu od Doliny Bielych plies, jeho dominantou je Kozí štít[2]

## Přístup
Výstup od Zeleného plesa po žluté značce trvá 2:30 h, zpět 2 h. K tomu je nutno ovšem připočíst dalších cca 6 hodin na cestu např. z a do Bielej Vody.

## Fotogalerie

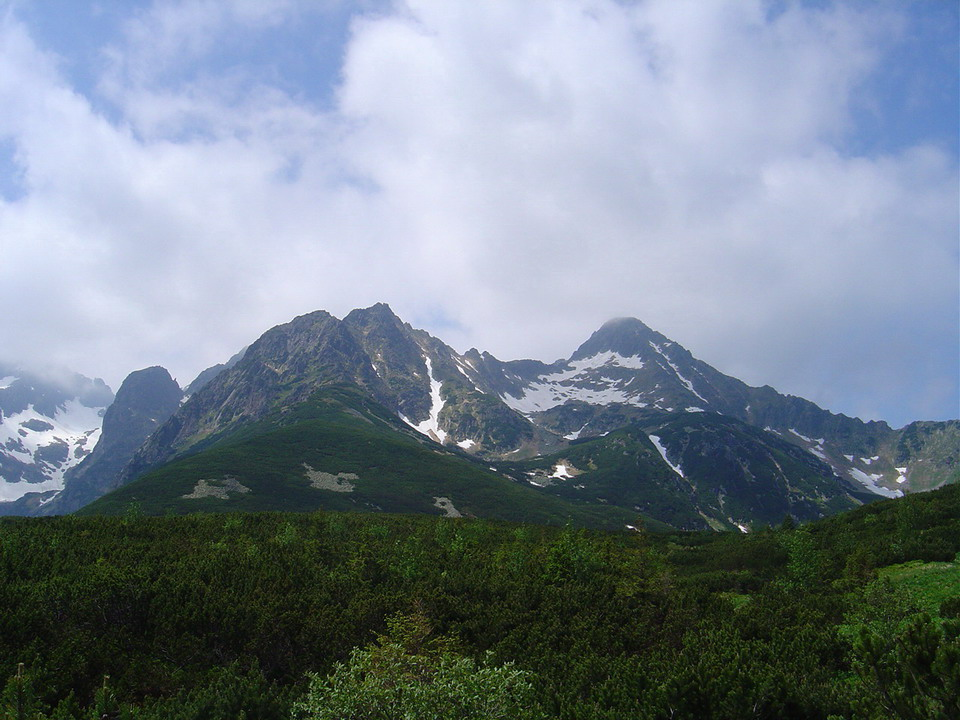
Jahňací štít z Doliny Kežmarskej Bilej vody
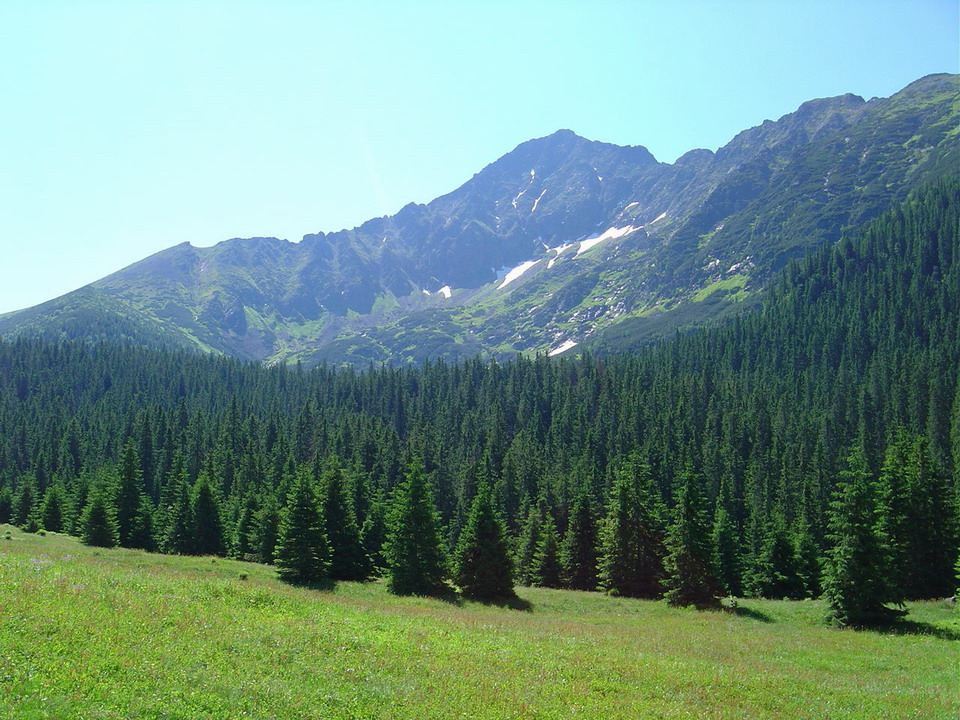
Jahňací štít z doliny Zadné Meďodoly
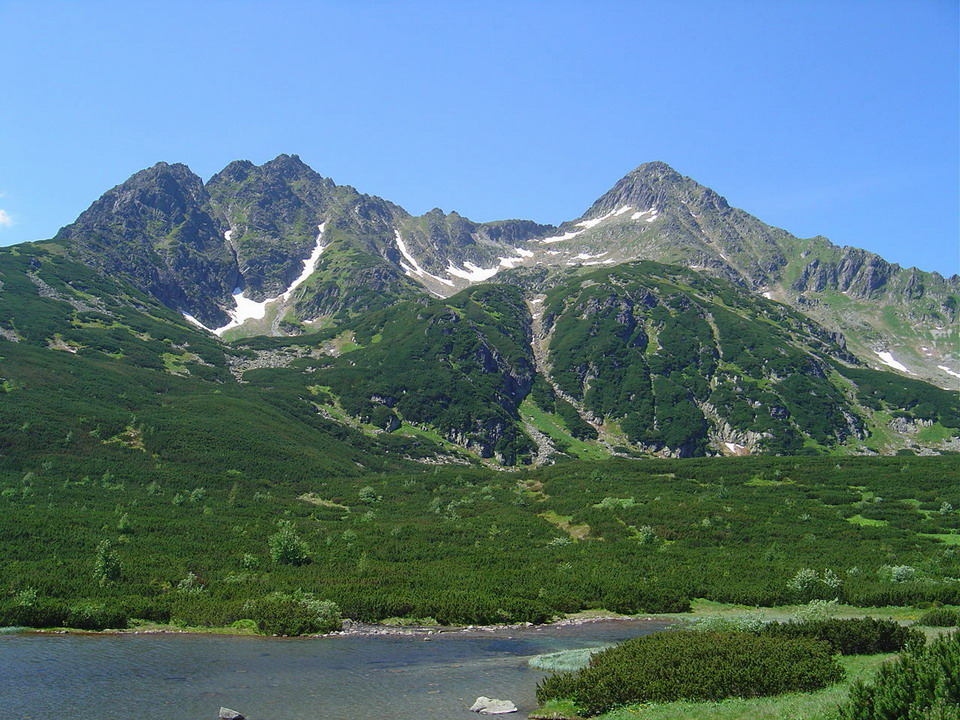
Jahňací štít z Doliny Bielych plies, v popředí Veľké Biele pleso
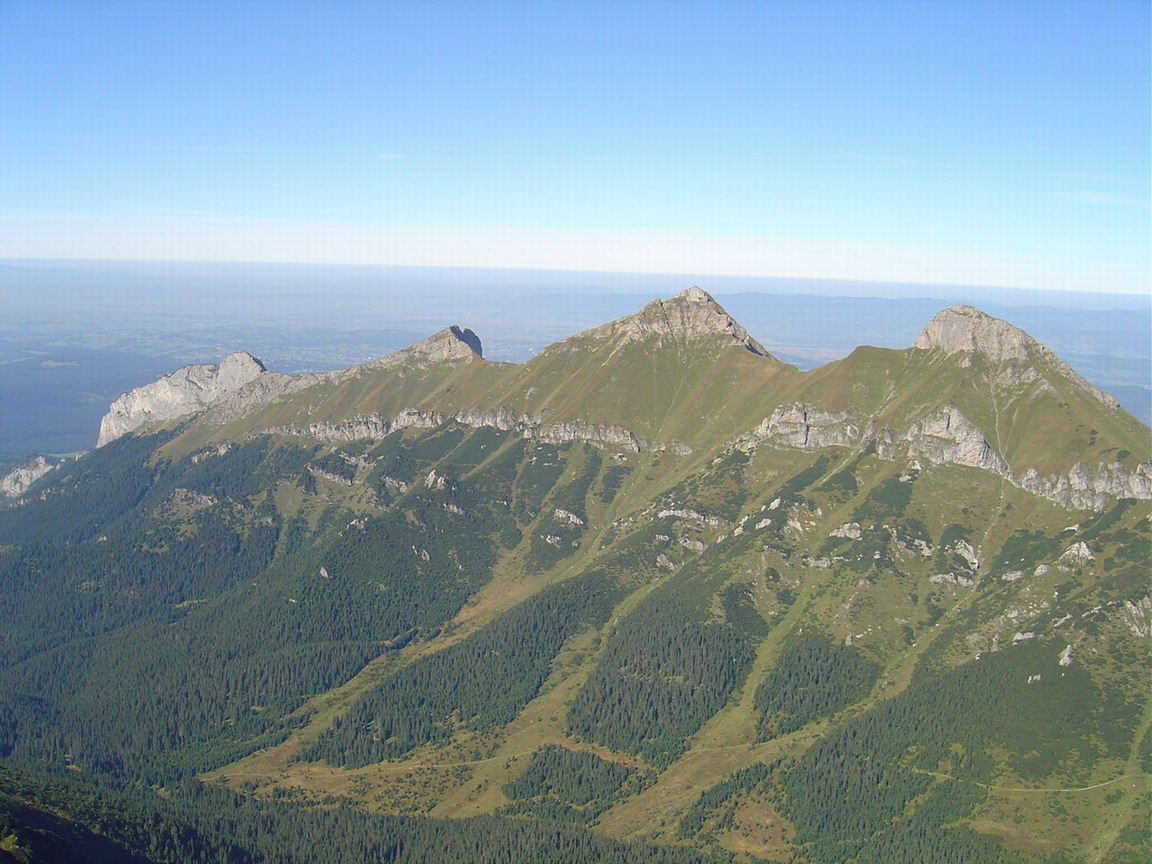
Ždiarska vidla z Jahňacího štítu